# マリーア・ベアトリーチェ・ダズブルゴ＝エステ
マリーア・ベアトリーチェ・ダズブルゴ＝エステ（イタリア語: Maria Beatrice d'Asburgo-Este, 1824年2月13日 - 1906年3月18日）は、イタリアのモデナ公国の支配者オーストリア＝エステ家の公女。スペインのカルリスタ王位請求者であるモンティソン伯フアンに嫁いだ。
ドイツ語名はマリア・ベアトリクス・フォン・エスターライヒ＝エステ（Maria Beatrix von Österreich-Este）。

## 生涯
モデナ公フランチェスコ4世とその妻でサルデーニャ王ヴィットーリオ・エマヌエーレ1世の娘であるマリーア・ベアトリーチェの間の次女、末娘として生まれた。1847年2月6日、スペインの王位請求者モリナ伯カルロスの次男モンティソン伯フアンと結婚した。夫は1860年にカルリスタ王位請求者となり、1883年にはフランスのレジティミスト王位請求者の地位を受け継いだ。夫妻は新婚当初はモデナで暮らしたが、1848年革命が起きるとイギリスに移住した。
マリーア・ベアトリーチェは極めて保守的な思想の持ち主であり、やがて自由主義者の夫モンティソン伯爵とは深刻な不和が生じた。夫妻は1850年には別居し、マリーア・ベアトリーチェはモデナに帰ったが、1860年にはモデナ公爵家とともにイタリアを追放される憂き目を見た。息子たちが成人すると、マリーア・ベアトリーチェは1872年にグラーツのカルメル会修道院に入り、「マリア・イグナティア」修道女として余生を送った。

## 子女
夫モンティソン伯爵との間に息子を2人もうけた。
- カルロス・マリア（1848年 - 1909年） - マドリード公
- アルフォンソ・カルロス（1849年 - 1936年） - サン・ハイメ公

## 系譜
| マリーア・ベアトリーチェ | 父: フランチェスコ4世 (モデナ公) [1] | 祖父: フェルディナント                | 曽祖父: フランツ1世 (神聖ローマ皇帝)          |
| マリーア・ベアトリーチェ | 父: フランチェスコ4世 (モデナ公) [1] | 祖父: フェルディナント                | 曽祖母: マリア・テレジア                      |
| マリーア・ベアトリーチェ | 父: フランチェスコ4世 (モデナ公) [1] | 祖母: マリーア・ベアトリーチェ        | 曽祖父: エルコレ3世・デステ                   |
| マリーア・ベアトリーチェ | 父: フランチェスコ4世 (モデナ公) [1] | 祖母: マリーア・ベアトリーチェ        | 曽祖母: マリーア・テレーザ                    |
| マリーア・ベアトリーチェ | 母: マリーア・ベアトリーチェ         | 祖父: ヴィットーリオ・エマヌエーレ1世 | 曽祖父: ヴィットーリオ・アメデーオ3世         |
| マリーア・ベアトリーチェ | 母: マリーア・ベアトリーチェ         | 祖父: ヴィットーリオ・エマヌエーレ1世 | 曽祖母: マリーア・アントニア （スペイン王女） |
| マリーア・ベアトリーチェ | 母: マリーア・ベアトリーチェ         | 祖母: マリーア・テレーザ [2]          | 曽祖父: フェルディナント                      |
| マリーア・ベアトリーチェ | 母: マリーア・ベアトリーチェ         | 祖母: マリーア・テレーザ [2]          | 曽祖母: マリーア・ベアトリーチェ              |

[1]は[2]の弟で、2人の妹にオーストリア皇帝フランツ1世の3番目の妃になったマリア・ルドヴィカがいる。